# يو إف سي ليلة القتال: فولكان ضد سميث
يو إف سي ليلة القتال: فولكان ضد سميث (بالإنجليزية: UFC Fight Night: Volkan vs. Smith)‏ هو حدث لفنون القتال المختلطة نظمته يو إف سي، أُقيم في 27 أكتوبر 2018، على أفينير سنتر في مونكتون، نيو برونزويك، كندا.